# Peurawot
Das Peurawot, auch Sikin Peurawot oder Sikin Rawot, ist ein Messer aus Sumatra.

## Beschreibung
Das Peurawot hat eine leicht gebogene, einschneidige Klinge. Die Klinge ist vom Heft zum Ort etwa gleich breit. Die Klinge hat weder Mittelgrat noch Hohlschliff und der Klingenrücken ist leicht konvex gebogen. Die Schneide ist leicht konkav, verläuft s-förmig und im Ortbereich leicht bauchig. Der Ort ist spitz. Das Heft besteht aus Holz oder Horn und hat kein Parier. Zwischen Heft und Klinge ist oft eine metallene Zwinge angebracht, die zur besseren Befestigung von Heft und Ort dient. Das Heft ist rund und zum Klingenrücken hin gebogen. Der Knauf besteht aus Metall und ist an seinem Ende flach gearbeitet. Die Scheiden bestehen in der Regel aus Holz. Sie sind schmal und folgen der Klingenform. Sie sind oft mit Rattanschnüren umwickelt oder mit Schnitzereien verziert. Der Scheidenmund ist verbreitert und zur Schneidenseite hin überhängend gearbeitet. Es gibt verschiedene Versionen.